# Молнар, Иштван
Иштван Молнар (венг. Molnár István ; 27 января 1968, Мукачево, Закарпатская область — 21 июня 1993, Ужгород) — советский и украинский художник венгерского происхождения. Один из наиболее ярких и талантливых представителей молодёжной культуры Закарпатья и Западной Украины времён перестройки.

## Биография
Родился в Мукачево, но в 1972 году его семья переселилась в Ужгород. Начиная со школьных лет посещал ужгородскую художественную студию Золтана Баконьи. В 1982—1987 гг. учился в Ужгородском училище прикладного искусства. Параллельно занимался рок-музыкой, которая стала неотъемлемой частью его жизни и творчества. После окончания училища он вместе с друзьями-музыкантами создал рок-группу «St. Pauli Guys». В то же время вокруг И. Молнара сформировалась неформальная группа молодых художников под названием «Ліве око». В 1989—1993 гг. продолжил учёбу во Львовском государственном институте прикладного и декоративного искусства, прошёл стажировку в Венгрии.
Судьба выделила обдарованному художнику менее семи лет активной творческой деятельности. За этот короткий, но чрезвычайно яркий и мощный период, были созданы несколько десятков неординарных художественных работ (в большинстве подаренных друзьям) и была организована серия выставок группы «Ліве око» в Ужгороде, Львове, Будапеште, Жешуве, Берлине, Чикаго… Фатальная болезнь прервала жизнь 25-летнего художника, в чём-то трагически-парадоксальным образом повторивши судьбу австрийского экспрессиониста Эгона Шиле, со стилистикой которого перекликиваются отдельные полотна И. Молнара. Его работы, выполненные в стиле «модерн» и актуальные в эпоху «позднего рок-н-рола», и сеогодня продолжают поражать своей откровенностью, глубиной содержания, многоговорящей экспрессией и опережающей время силой искусства.